# Marco Castelli (musicista)
Marco Castelli (Venezia, 6 marzo 1960) è un sassofonista, compositore e sound designer italiano.

## Biografia
Nel corso della sua carriera ha sperimentato stili e linguaggi diversi, spaziando non solo nel jazz ma anche nell'ambito del teatro, della danza e nel mondo della Performance Art, diventando negli anni uno specialista della composizione ed esecuzione per le musiche di scena. È stato promotore di vari progetti: Marco Castelli Organ Trio, Marco Castelli Quartet, Marco Castelli M&S Band, BandOrkestra, Marco Castelli Small Ensemble e la Compagnia Il Posto Danza verticale.
L'attività professionale comincia negli anni ottanta, suonando nei jazz club italiani, negli anni novanta inizia la sua carriera internazionale con tour in Cecoslovacchia, Israele, Germania ed altri paesi europei, con il pianista Roberto Magris, con cui registra i primi album sia in Italia che all'estero.
Nel 1990 fonda il Marco Castelli Quartet, collaborando tra gli altri con Paolo Birro, Mauro Beggio, con cui si esibisce al Copenhagen Jazz Festival, Boemia Jazz Fest,  Guatemala Jazz Festival, Albania jazz Festival. Nel 2013 su commissione dell'Istituto di Cultura di Tunisi in occasione del Bicentenario della nascita di Giuseppe Verdi si esibisce nel concerto Verdi in Jazz al Teatro Nazionale di Tunisi.
Nel 1994 fonda con la coreografa Wanda Moretti la Compagnia di danza verticale  Il Posto, per cui compone ed esegue dal vivo le musiche degli spettacoli: Atto Bianco, Little Nemo, Exuvia, Neos ed altri. Rilevanti i progetti speciali su commissione: Teatro Regio di Parma, musiche dello spettacolo Verdinaria per il Festival Verdi; Festival Oriente Occidente  musiche dello spettacolo Il Gigante, Museo M9, le musiche per l'evento di inaugurazione; Sferisterio, Macerata Opera Festival, musiche dello spettacolo Stuck, per il Teatro Stabile del Veneto, musiche dello spettacolo Lovebar, riadattamento della commedia di Carlo Goldoni La Bottega del Caffè, per il  Festival dei Due Mondi musiche dello spettacolo Variazioni Verticali
Nel 1996 fonda il gruppo DMA Urban Jazz Funk con cui suona fino al 2007 esibendosi in alcuni tra i più prestigiosi Festival del mondo come Montréal Jazz Festival, Festival Cervantino,San Sebastian Jazz Festival.
Nel 1999 inizia la collaborazione con l'Europlane Orchestra, suonando con numerosi musicisti del jazz europeo tra cui Philip Catherine.
Nel 2004 fonda a Trieste la Big Band 'BandOrkestra' composta da 18 elementi, un progetto tra jazz e musica popolare con cui collabora tra gli altri con Markus Stockhausen, Pietro Tonolo, Sergio Cossu, Martin Lubenov.
Si è esibito in concerti e spettacoli che lo hanno portato in Europa, America, Asia e Africa, collaborando con musicisti nazionali e internazionali tra cui Lee Konitz, Cheryl Porter, Luis Agudo, František Uhlíř, Ares Tavolazzi, Marco Tamburini, Francesco Bearzatti, Gianluca Mosole, Tolo Marton,  partecipando a festival tra cui Singapore International Festival of Arts, Singapore Art Festival,Perm Performing Arts Festival, Biennale International des Théâtres du Monde, Mar del Plata Jazz Festival,  Mittelfest, Bora Bora Festival, e altri
Marco Castelli è endorser italiano per la Paul Mauriat e fondatore dell'Anelli Records.

## Discografia

### da solista/leader

#### Marco Castelli Duo/Trio/Quartet/Quintet
- 1993 – Passat (Splasc(H) Records)
- 1997 – Anelli (Srazz Record)
- 2007 – Patois (Blue Serge)
- 2014 – Porti di Mare (Caligola Records)
- 2021 – Space Age (Caligola Records)
- 2023 –  Songs for a desert island (Caligola Records)

#### DMA Urban Jazz Funk
- 1998 – Urban Jazz Funk (MAP)
- 2003 – Up to the Beat (MAP)
- 2009 – Voices from the Spaces (Anelli Records)
- 2006 – Urban Vox (Blue Serge)

#### BandOrkestra
- 2005 – Bandalarga (Extraurbania/Blue Serge)
- 2008 – Bandalarga RMXS by Max Porcelli (989 Records)
- 2009 – Bandando (CNI Music)
- 2012 – Scorribanda (CNI Music)
- 2018 – Best Seller (CNI Music)

#### Marco Castelli Small Ensemble
- 2006 – Musicazione (Mousiké)
- 2013 – Vertical Dance Vol.1 (Anelli Records)
- 2020 – Al di qua del Mondo (Anelli Records)

#### Marco Castelli M&S Band
- 2009 – Dancing at Harry's Bar (Anelli Records)
- 2017 – La Bicyclette (Caligola Records) (feat. Piera Acone)

### in collaborazione
- 1988 – Jazz Print Jazz Print, (Black Horse)
- 1990 – Life in Israel Roberto Magris Sextet (Jazzis Records)
- 1991 – E la Festa va in Porto Orchestra Il Suono Improvviso (Splasc(h) Records)
- 1991 – Music of Today Roberto Magris & the D.I. Project (Splasc(h) Records)
- 1992 – Soniasikri Bebo Baldan (Subrosa)
- 1992 – Vapor Frames Bebo Baldan (Materiali Sonori)
- 1993 – Lee Konitz & Orchestra Il Suono Improvviso Orchestra Il Suono Improvviso (Philology)
- 1994 – Maliblues Roberto Magris Quartet (MAP)
- 1992 – Earthbeat Bebo Baldan (Maso)
- 2000 – Plays Kurt Wail Europlane Orchestra (Fuego)
- 2002 – Mamacaleba Mamacaleba (Silent Groove)
- 2005 – Todos Juntos Malecòn (Alma Music)
- 2007 – Federico Stragà canta Sinatra Federico Stragà (IMAIE)
- 2009 – Current Views Europlane Orchestra (CAM Jazz)
- 2009 – Antes do Temporal Edu Hebling Sextet (Anelli Records)
- 2010 – Suoni & Luoghi Gaetano Valli (Artesuono)

### Musiche di scena (parziale)
- 1996 - Alda Merini, Aprimi un nascondiglio[32]
- 2000 - Paolo Puppa,  Miti di Fine Millennio
- 2002 - Vitaliano Trevisan,  reading Letteraria[33]
- 2005 - Science Cafè-RAI3, Un mondo a idrogeno[34][35]
- 2005 - Le vie del Caffè, Il Milione di Marco Polo[36]
- 2007 - RTV Slovenia, spettacolo TV 'ma che festa è?', Portorose-Slovenia
- 2008 - Alessandro Baricco, reading ad alta voce
- 2008 - RTV Slovenia, spettacolo Tv 'Danzando sul Rex', Museo di Pirano, Slovenia
- 2009 - Casa della Musica, spettacolo Kids love Jazz, Festival di Musica per Bambini, Trieste[37]
- 2011 - Compagnia Petit Soleil, spettacolo Motel Babele[38]
- 2012 - Riccardo Maranzana, Spettacolo La linea Apparente da I 60 Racconti di Dino Buzzati, Oslo[39]
- 2016 - L'inferno di Dante, Sonorizzazione del film muto, New York[40]
- 2016 - Stefania Baldissin, L'eterna danza dell'acqua[41]
- 2019 - Giulia Cavaliere,  Romantic Italia[42]
- 2020 - Christina Viragh,  Tra cielo e terra[43]
- 2022 - Cabiria, Sonorizzazione del film muto, Art Night Venezia[44]
- 2023 - Adriano Giraldi, Spettaolo Sul far del giorno, lettura dai racconti Le Cosmicomiche e Ti con zero di Italo Calvino.